# 2024年世界水泳選手権タークス・カイコス諸島選手団
2024年世界水泳選手権タークス・カイコス諸島選手団は、2024年2月2日から2月18日までカタールのドーハで開催された第21回世界水泳選手権のタークス・カイコス諸島選手団、およびその競技結果。

## 選手団
- 人員: 選手 2人

## 選手名簿・結果
| 選手                   | 種目              | 予選   | 予選 | 準決勝   | 準決勝   | 決勝     | 決勝     |
| 選手                   | 種目              | 結果   | 順位 | 結果     | 順位     | 結果     | 順位     |
| ---------------------- | ----------------- | ------ | ---- | -------- | -------- | -------- | -------- |
| タジャリ・ウィリアムズ | 男子50m自由形     | 25秒35 | 82位 | 予選敗退 | 予選敗退 | 予選敗退 | 予選敗退 |
| タジャリ・ウィリアムズ | 男子50m背泳ぎ     | 28秒78 | 41位 | 予選敗退 | 予選敗退 | 予選敗退 | 予選敗退 |
| アーレイア・ホール     | 女子50m自由形     | 29秒70 | 83位 | 予選敗退 | 予選敗退 | 予選敗退 | 予選敗退 |
| アーレイア・ホール     | 女子50mバタフライ | 32秒94 | 50位 | 予選敗退 | 予選敗退 | 予選敗退 | 予選敗退 |